# Ermesinda de Luxemburg
|  | No confondre amb Ermesinda I de Luxemburg, (1186-1247) |

Ermesinda de Luxemburg (c. 1080 –24 de juny de 1143) va ser noble germànica. Era filla de Conrad I de Luxemburg i Clemència d'Aquitània.
Després de la mort del seu nebot Conrad II al 1136, i al no haver mascles supervivents a la Casa d'Ardenes-Verdun, es va convertir en l'hereva dels comtats de Luxemburg i de Longwy. No obstant això, immediatament va abdicar a favor del seu fill Enric IV i mai va governar.
És coneguda principalment perquè va fer una sèrie de donacions a diferents esglésies i monestirs. Cap al final de la seva vida, es va retirar a un monestir.

## Matrimonis i descendència
Ermesinda es va casar en primeres núpcies amb Albert II de Moha.
Posteriorment es va tornar a casar amb Godofreu I de Namur, comte de Namur del que va tenir cinc fills
- Alix de Namur (1109 - 1168), casada el 1130 amb Balduí IV (1110 - 1171), comte d'Hainaut
- Clemència (vers 1112 - 1158), casada el 1130 amb Conrad I (- 1158) duc de Zahringen
- Enric IV de Luxemburg (1113 - 1196), comte de Namur (com Enric I) i de Luxemburg
- Beatriu (vers 1115 - 1160), casada a Itier (- 1171), comte de Rethel
- Albert